# Endosoma
L'endosoma è un corpo vescicolare, presente nella cellula, il cui compito è quello di partecipare all'endocitosi, ovvero al meccanismo cellulare che permette il transito attraverso la membrana di macromolecole e corpuscoli, le cui dimensioni non consentono l'ingresso attraverso i meccanismi del trasporto di membrana. L'interno del comparto endosomico si mantiene acido (pH 5-6) grazie alla pompa protonica alimentata da ATP, presente nella membrana endosomica la quale trasferisce protoni dal citosol al lume. Questo compartimento funge da centrale di smistamento della via endocitica diretta verso l'interno, proprio come il complesso di Golgi trans per la via secretoria diretta verso l'esterno. 
L'ambiente acido ha un ruolo chiave nello smistamento, inducendo molti recettori a svincolarsi dal loro bagaglio molecolare. Alcuni di questi usciranno per gemmazione come nel caso dei recettori delle LDL (low density lipoprotein); altri finiranno nei  lisosomi per essere degradati; altri ancora subiranno un processo di transcitosi. Le proteine seguiranno il destino dei recettori rimanendoci legate, altre finiranno degradate nei lisosomi, che poi è il destino della maggior parte del contenuto endosomico. Resta ancora da capire in che modo le proteine dagli endosomi passino ai lisosomi. Si ipotizza che il passaggio avvenga grazie a vescicole di trasporto o forse che gli endosomi stessi si trasformino gradualmente in lisosomi.
L'endosoma corticale (o precoce) è una vescicola di 0,4-0,7 μm, situata nel citoplasma sottostante la membrana plasmatica, con un pH interno pari a 6,0-6,2. L'endosoma col tempo diventa tardivo, con un pH più basso (5-5.5).